# شهرستان چستر (کارولینای جنوبی)
شهرستان چستر، کارولینای جنوبی (به انگلیسی: Chester County, South Carolina) یک سکونتگاه مسکونی در ایالات متحده آمریکا است که در کارولینای جنوبی واقع شده‌است.

## خصوصیات
شهرستان چستر ۱٬۵۱۷٫۷۴ کیلومترمربع مساحت دارد.